# メキシコ軍
メキシコ軍（メキシコぐん、スペイン語: Fuerzas Armadas de México）は、メキシコの軍隊。

## 概要
メキシコは、陸海空三軍を統括する国軍最高司令官（元帥）に大統領が位置づけられ、その下に陸軍と空軍を国防省（Secretaría de la Defensa Nacional: SEDENA）が、海軍を海軍省（Secretaría de Marina: SEMAR）が所管し、それぞれ大臣が置かれている。また、メキシコにおいては国防大臣および海軍大臣には、現役軍人が就任する（軍部大臣現役武官制）。
陸軍と空軍の任務は他国に対する防衛（DN-I：Plan de Defensa Nacional I）、国内の治安維持（DN-II：Plan de Defensa Nacional II）、災害派遣（DN-III-E：Plan de Defensa Nacional III）に大別される。これに、海軍の捜索救難活動を加えたものが主たる任務とされている。実際に行われた任務として、災害時の救助活動、人道支援活動、麻薬の取り締まり、サパティスタ民族解放軍への対応等があげられる。

## 陸軍

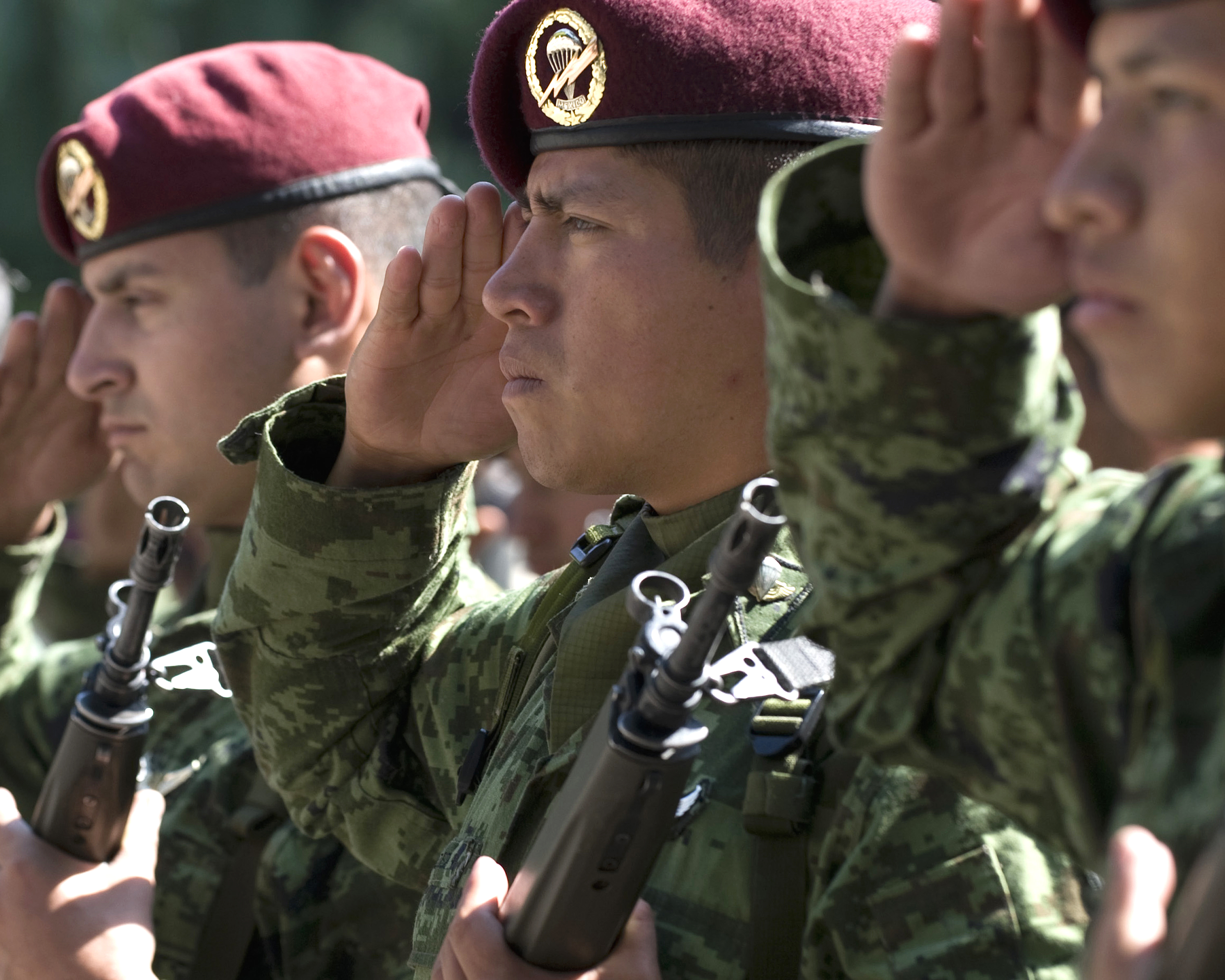
メキシコ陸軍空挺部隊

メキシコ陸軍は、2015年9月の2016年度予算では192,483人。予備役 76,500名を有しており、司令部と警備部隊、独立部隊に編成されている。警備部隊は、12個軍管区の下で45個軍区に割り振られている。

### 編成
メキシコ陸軍は、2008年には基幹部隊の機動運用が行われる部隊として9個歩兵旅団により3個軍団が編成され、警備部隊としては各軍区に1個歩兵大隊300人を配備、これに加えて騎兵連隊もしくは砲兵連隊が特定軍区に配備されていた。2010年代始めには、4個機甲旅団、3個機械化旅団、3個独立歩兵旅団、1個軽歩兵旅団、1個空挺旅団、3個軍警察旅団、1個工兵旅団、大統領警備隊が編成される見込みであったが、ミリタリーバランスによれば2015年の段階で1個機甲旅団、1個機械化旅団、2個独立歩兵旅団、1個空挺旅団、3個軍警察旅団と、旅団規模の大統領警備隊に留まっている。
さらに2個旅団を有する特殊作戦群、および1個旅団を有する水陸両用特殊作戦群を保有している。

### 装備
小銃は、7.62x51mm NATO弾を使用するH&K G3から、5.56x45mm NATO弾を使用するFX-05シウコアトルによる更新が進んでいる。FX-05はドイツ製のH&K G36の違法コピーである疑いが取り沙汰されたが、結局、起訴や賠償に至ることはなかった。このほか、特殊部隊ではM4カービンも使用されている。
機関銃としてはミニミ軽機関銃、H&K HK21をライセンス生産したMG21、M134、ブローニングM2重機関銃等が使用されている。
拳銃はH&K P7、ベレッタM92、FN Five-seveN等が使用されている。
対戦車火力としては対戦車ミサイルはミランが、対戦車ロケットとしてはB-300、RPG-7V2、ライセンス生産されているRPG-29V等が採用されている。対戦車砲はM40 106mm無反動砲が用いられている。
迫撃砲は120mm迫撃砲 RTからM29 81mm 迫撃砲、M1 81mm 迫撃砲、ブラント60mmLRガンモーター、国産のMorteo60mm迫撃砲まで様々な口径のものを採用している。榴弾砲は、105mm砲としてM101、オート・メラーラMod56、ノリンコ M90等が採用されている。
戦車は保有していないが、装甲偵察車としてERC 90装甲車、装甲兵員輸送車としてVCR装甲兵員輸送車、AMX-VCI、DINAによる国産のDN-V トロ、プラサン サンドキャットとそれを国産化したDN-XI、セデナ＝ヘンシェル HWK-11、対戦車車両としてミランを搭載したVBL装甲車、自走砲としてDN-VにM8 75mm自走榴弾砲の砲塔を搭載したDN-V ブファロー自走榴弾砲、81mm迫撃砲を搭載したDN-V PM（Porta Mortero）、自走ロケット砲としてFIROS-6 51mm多連装ロケット砲を車載したもの等が配備されている。
ソフトスキン車両としては、ハンヴィーなどをはじめとする汎用車両、トラック等が配備されている。

## 空軍

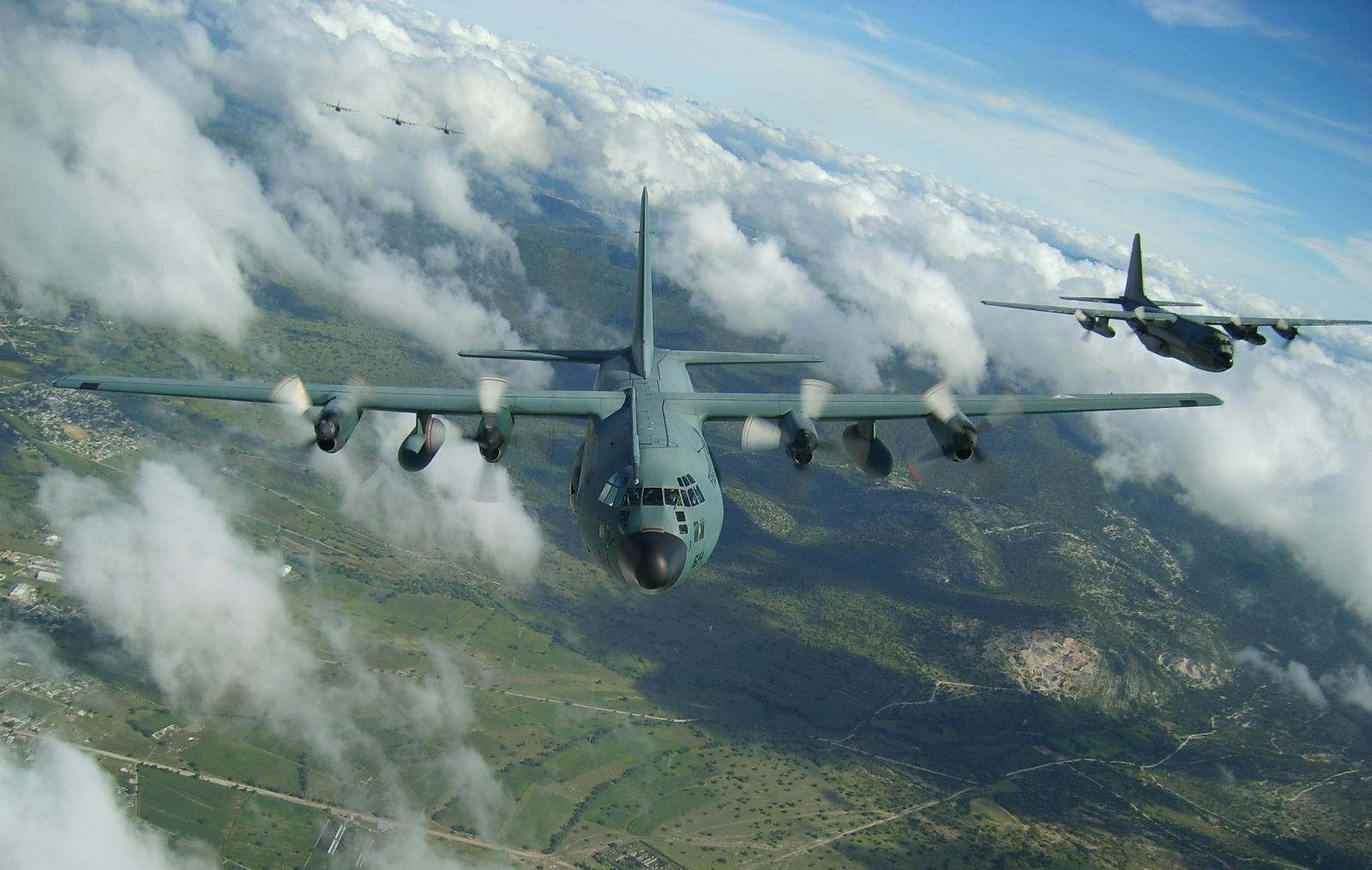
飛行中のC-130MK1ハーキュリーズ

メキシコ空軍（スペイン語: Fuerza Aérea Mexicana, FAM）は、人員は11,770名、航空機合計は390機で、そのうち作戦機 107機、武装ヘリコプター 71機である。空軍種独自の士官学校はあるものの、メキシコ陸軍とともにメキシコ国防省に属し、行政上は陸軍の一部門とされている。
メキシコが重大な経空脅威に直面してはいないことから、その防空力は限定的なものであり、主力戦闘機はF-5E/F タイガーII（計10機）である。その一方、密輸機を取り締まる必要から空中早期警戒機を保有しており、ブラジル製のエンブラエル E-99を1機（また、海洋哨戒型を2機）運用している。
メキシコ空軍の役割においては、重点は治安作戦の支援におかれており、ピラタス PC-7（60機）はCOIN機として運用される。また、前述のP-99のほか、偵察型のPC-7やビーチクラフト キングエアなど、相当数の監視機が配備されており、国境線において密輸監視にあたっている。
航空輸送戦力としては、米国製のC-130（12機）をはじめ、ロシア・旧ソ連製An-32（3機）、イスラエル製アラバ軽輸送機（12機）と多様な機体を運用している。
また、メキシコ軍においては（狭義の）陸軍がヘリコプターを持たないため、その運用は空軍が行なっている。武装ヘリコプターとしては、小型のMD 530F（20機）、大型のUH-60 ブラックホーク（6機）がある。また、輸送戦力の主力はMi-8（8機）、発展型のMi-17（19機）、大型のCH-53D（4機）である。

## 海軍

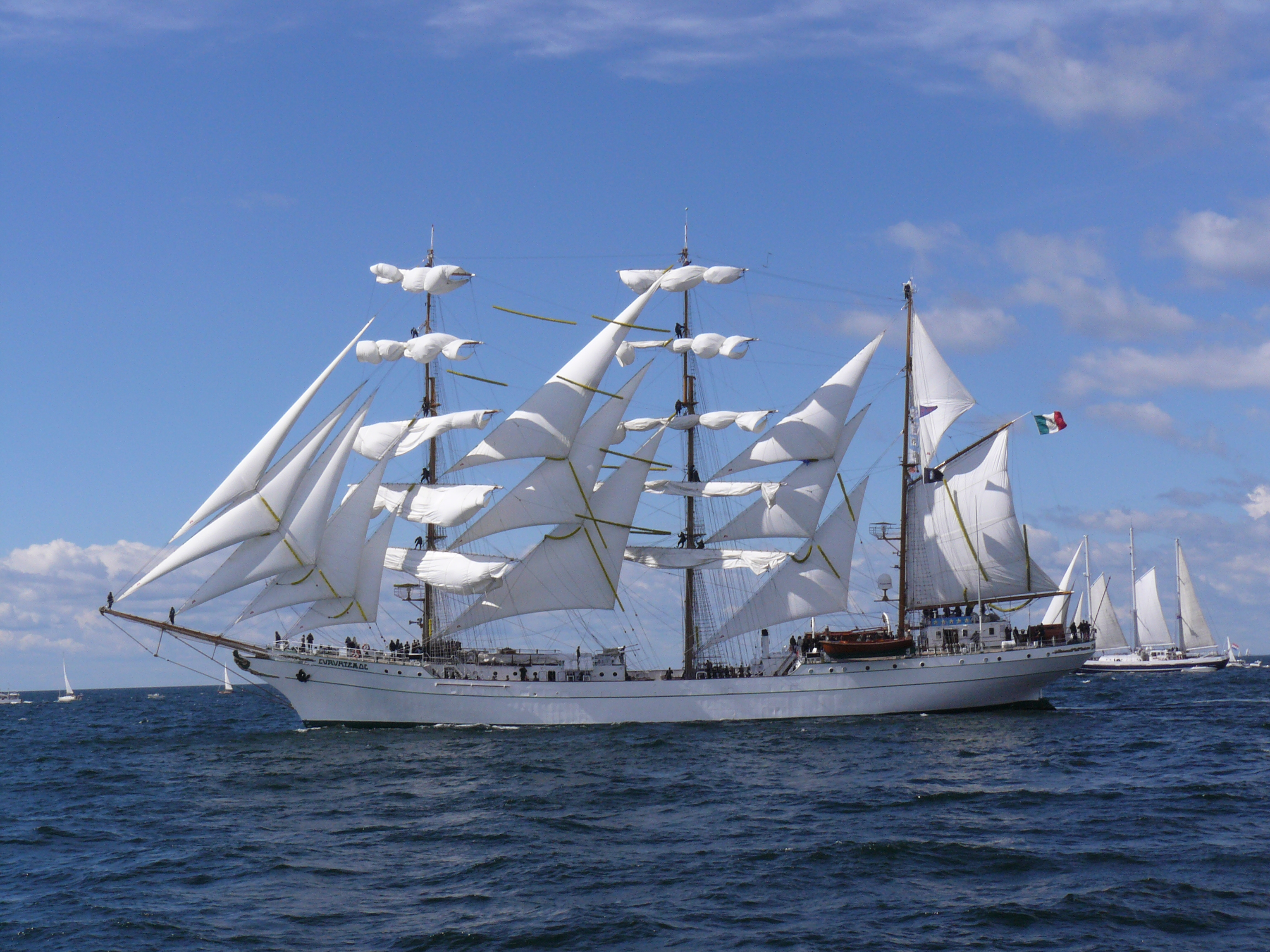
練習帆船「クアウテモック」

メキシコ海軍（スペイン語: Armada de México、略称SEMAR）は、49,510平方キロメートルに及ぶ海域と、9,330キロメートルに及ぶ海岸線の警備を任務として、人員 56,000名、艦艇 189隻、航空機 130機を有する。
メキシコ海軍は、メキシコ湾・カリブ海艦隊、太平洋艦隊、航空集団の3つの基幹部隊を編成している。
主力となる水上戦闘艦はいずれもアメリカ海軍の中古艦で、ケツァルコアトル級駆逐艦（旧米 ギアリング級） 1隻、アレンデ級フリゲート（旧米 ノックス級） 4隻が就役している。ただし、メキシコ海軍はアスロックを運用しておらず、また、これらの艦はいずれも艦対艦ミサイル、艦対空ミサイルの発射機を搭載していないことから、その任務は洋上哨戒に限られている。
このほか、軽武装の哨戒艦が30隻配備されているが、このうち、 ウリベ級（988t; 6隻）、ホルジンガー級（1,022t; 4隻）、シエラ級（1,335t; 3隻）、ドゥランゴ級（1,554t; 4隻）、オアハカ級（1,678t; 6隻）は艦載機としてヘリコプターの運用が可能である。そのほか、輸送用としてニューポート級戦車揚陸艦 2隻がある。
メキシコ海軍はかなりの規模の航空部隊を有するが、それにもかかわらず、対潜哨戒機を持たないという点で非常に特徴的である。艦載機の主力はMBB Bo 105（11機）であるが、これは小型の武装ヘリコプターで、洋上での対テロ/密輸阻止に用いられる。
また、固定翼航空機としてはイスラエルより引き渡されたE-2早期警戒機（3機）があり、密輸阻止に大きな効果をあげている。このほか、CASA C-212海洋哨戒機（7機）、An-32輸送機（6機）がある。
なお、メキシコ海軍は、練習帆船として「クアウテモック（BE01）」を有していることでも知られている。同船は、練習航海の一環として、たびたび日本にも寄港している。これは、海軍が練習用として帆船を運用する少ない例のひとつである。
このほか、メキシコ海軍は、保有する艦艇の整備修理と哨戒艦艇や小型艦艇の建造を行うための海軍省造船所（スペイン語: Astilleros de la Secretaría de Marina、略称：ASTIMAR）をメキシコ湾岸に2か所、太平洋岸に3か所保有している。
メキシコ湾岸
- 第1海軍省造船所 (ASTIMAR 1) - タマウリパス州タンピコ
- 第3海軍省造船所 (ASTIMAR 3) - ベラクルス州コアツァコアルコス

太平洋岸
- 第6海軍省造船所 (ASTIMAR 6) - ソノラ州グヮイマス
- 第18海軍省造船所 (ASTIMAR 18) - ゲレーロ州アカプルコ
- 第20海軍省造船所 (ASTIMAR 20) - オアハカ州サリナ・クルス

### 海兵隊
2000年代に入ると、国内の麻薬カルテルの抗争が激化。政府、警察、陸空軍関係者が金銭や暴力、恐喝により協力を強要されたことから、マフィアの摘発さえままならない状況となった。こうした状況の中、2006年に就任したフェリペ・カルデロン大統領は、麻薬組織との対決路線を選択。麻薬組織との関係が薄い海軍および海軍傘下の海兵隊（海軍歩兵）を組織的に利用して摘発に乗り出した。2009年12月16日、メキシコ海軍がベルトラン・レイバ・カルテルの拠点を襲撃して組織のボスを射殺する成果を収めた例があるが、襲撃した場所は海軍・海兵隊とは関係ないはずの内陸部の都市クエルナバカ市であった。また、2014年には、海兵隊がシナロア・カルテルのトップ、ホアキン・グスマンを逮捕している。